# Easton (Maryland)
Easton – miasto w Stanach Zjednoczonych, w stanie Maryland, siedziba administracyjna hrabstwa Talbot. W 2000 roku liczyło 11 708 mieszkańców.
W Easton 12 września 1810 roku urodził się Philip Francis Thomas, gubernator stanu Maryland i 23. sekretarz skarbu Stanów Zjednoczonych, a 1 marca 1909 roku zmarł Isaac Ambrose Barber, kongresmen Stanów Zjednoczonych z 1. okręgu wyborczego w Maryland.

## Klimat
Miasto leży w strefie klimatu subtropikalnego, umiarkowanego, łagodnego bez pory suchej i z gorącym latem, należącego według klasyfikacji Köppena do strefy Cfa. Średnia temperatura roczna wynosi 13,2°C, a opady 1071,9 mm (w tym 35,6 cm śniegu). Średnia temperatura najcieplejszego miesiąca - lipca wynosi 24,8°C, natomiast najzimniejszego stycznia 1,8°C. Najwyższa zanotowana temperatura wyniosła 40,0°C, natomiast najniższa -26,1°C. Miesiącem o najwyższych opadach jest sierpień o średnich opadach wynoszących 119,4 mm, natomiast najniższe opady są w listopadzie i wynoszą średnio 73,7.